# Лето в пионерском галстуке
«Ле́то в пионе́рском га́лстуке» (ЛВПГ) — роман, написанный в соавторстве Еленой Малисовой и Катериной Сильвановой. Книга посвящена отношениям двух юношей — пионера Юры и вожатого Володи, которые встретились в пионерском лагере летом 1986 года.

## Сюжет
Спустя двадцать лет музыкант Юра Конев возвращается на место, где когда-то находился пионерский лагерь «Ласточка». Он вспоминает проведённое там лето 1986 года и свою влюблённость в вожатого — студента МГИМО Владимира Давыдова.
В лагере Юра и Володя совместно занимаются постановкой спектакля. Общее дело их сближает, и дружба постепенно перерастает в любовь. На протяжении всего сюжета Володя не принимает свою гомосексуальную ориентацию, периодически настаивая на прекращении отношений и объясняя это внутренней гомофобией и тем, что он пытается «сбить Юру с верного пути».
В конце смены юноши зарывают под ивой капсулу времени, договорившись вырыть её через десять лет. После расставания Юра и Володя какое-то время продолжают общение по переписке, но через некоторое время они теряют связь друг с другом.
В 2006 году, найдя капсулу, Юра узнаёт из письма Володи, что тому не удалось «победить» свою ориентацию, и он по-прежнему его любит.

## Издание
Роман, первоначально выложенный на сайте Ficbook.net, был издан Popcorn Books в 2021 году. К концу мая 2022 года количество продаж книги превысило 200 000 экземпляров (не считая электронных версий), а к концу октября — 250 000. Роман занял второе место в списке самых популярных книг у россиян за первое полугодие 2022 года, составленном Российским книжным союзом. Продажи книг принесли порядка 50 млн рублей. В конце августа 2022 года вышло продолжение — «О чём молчит Ласточка», в котором события происходят через 20 лет после истории, описанной в «Лете в пионерском галстуке».
В 2023 году книга переведена на польский язык, в 2024 году — на итальянский и немецкий языки.

## Критика
Критик Галина Юзефович в целом положительно оценила роман, отметив, что «жизнь в Советском Союзе мало отличалась от жизни сегодняшней, а эмоции, отношения, желание любить и быть любимым не зависят от идеологии». Книжный блогер Энтони Юлай (Антон Ульянов) оценил роман в целом положительно, и отметил, что авторы держат читателя «в состоянии эмоционального шока за счёт чередования милых моментов с грустными и резкой смены тона повествования ближе к концу романа».
Исследование, проведённое культурологами А. В. Березиной и А. В. Бочаровой среди старшеклассников в 25 городах и сёлах России, показало, что «Лето в пионерском галстуке» упоминается чаще всего среди книг в жанре young adult, понравившихся респондентам за последние три года.
Захар Прилепин в своём телеграм-канале жёстко осудил книгу и издателей: «в издательстве Popcorn Books (неизбежно читается как порно-букс) празднуют победу и считают барыши. Они и этот пост расценят как удачу. На то и рассчитывали. Скрывать не стану, я бы всю вашу контору сжёг бы, пока вы дома спите!». Ролик с негативным обзором книги выпустил Никита Михалков: он зачитал отрывок из романа и расценил его публикацию, как «нарушение Конституции», а также отметил, что аббревиатура «ЛВПГ», под которой роман известен среди поклонников, очень похожа на «ЛГБТ».
Председатель комитета Госдумы по вопросам семьи, женщин и детей Нина Останина направила в Роскомнадзор просьбу о проверке содержания книги с перспективой возбуждения в дальнейшем уголовного дела. Аналогичный запрос направило РИА «Иван-чай», но получило отрицательный ответ. Были засвидетельствованы случаи скупки и публичного уничтожения книги (такую акцию организовал, например, депутат хабаровской гордумы).
Авторы романа Елена Прокашева и Екатерина Дудко (известные под псевдонимами Елена Малисова и Катерина Сильванова) 3 февраля 2023 года были включены минюстом в список иностранных агентов.

## Запреты
После принятия в России в ноябре 2022 года закона о запрете «пропаганды ЛГБТ» «Лето в пионерском галстуке» было изъято из ряда магазинов, в том числе «Лабиринт» и «Озон», а также в онлайн-сервисах «Литрес» и «Букмейт»
.
Кроме того, «Лето в пионерском галстуке» и «О чём молчит ласточка» были сняты с продажи в магазинах «Читай-город» и «Республика» после 6 декабря
. Как отмечают обозреватели, "закон о «ЛГБТ-пропаганде» во многом вырос из скандала с «Летом…».
Издательство Popcorn Books распространяло обе части книги в обложках, на которых была напечатана цитата из Конституции РФ (статья 29.5), где говорится о запрете цензуры. В январе 2023 года в связи с этим на издательство по жалобе депутата Александра Хинштейна было заведено административное дело о «пропаганде ЛГБТ» и «мелком хулиганстве».
Министерство информации Беларуси в ноябре 2024 года внесло книгу в Список печатных изданий, содержащих информационные сообщения и (или) материалы, распространение которых способно нанести вред национальным интересам Республики Беларусь.